# Lithophane andalusica
Lithophane andalusica là một loài bướm đêm trong họ Noctuidae.